# Thomas Wallensis
Thomas Wallensis (auch Thomas de Carew) († 11. Juli 1255) war ein walisischer Geistlicher. Ab 1247 war er Bischof von St Davids.
Thomas Wallensis entstammte der cambro-normannischen Familie Carew. Er war ein jüngerer Sohn von William de Carew († 1213), Lord of Carew in Pembrokeshire, der auch umfangreiche Besitzungen in Irland besaß. Während sein älterer Bruder Nicholas Carew († vor 1228) die Besitzungen ihres Vaters erbte, wurde Thomas Geistlicher. Vor 1235 war er Kanoniker in Lincoln und vor dem 27. Mai 1238 wurde er Archidiakon von Lincoln. 1247 wurde er vom Kathedralkapitel von St Davids zum neuen Bischof der walisischen Diözese St Davids gewählt. Bischof Robert Grosseteste von Lincoln drängte ihn, die Wahl anzunehmen, und am 16. Juli 1247 wurde er vom König als Bischof bestätigt. Am 26. Juli 1248 wurde er von Robert Grosseteste in Canterbury zum Bischof geweiht. Am 26. September 1247 wurden ihm die Temporalien der Diözese übergeben. Zwischen Mai 1252 und der Fastenzeit 1253 hielt sich Wallensis in Rom auf. Zurück in Wales, leitete er eine Diözesansynode, die am 10. Oktober 1253 umfassende kirchliche Reformen beschloss.